# Casa de las Torres (Tembleque)
La casa de las Torres o palacio de los Fernández Alejo, es una casa-palacio situada en la localidad española de Tembleque, provincia de Toledo, Castilla-La Mancha. Fue construida por Antonio Fernández Alejo en el siglo XVIII en estilo barroco. Fue declarada Monumento Histórico Artístico en 1979.

## Descripción
Tiene planta cuadrada con patio central, columnas toscanas de piedra y doble galería. Está compuesto de semisótano, tres plantas y dos torreones con chapitel en las esquinas de su fachada principal. Del conjunto destaca su portada por sus diversos motivos ornamentales, propios del arte barroco, y la coronación de una cornisa. También tuvo un jardín anexo a su fachada sur y una escalera imperial en sus laterales.
Presenta en la fachada principal un escudo de armas flanqueado por dos carabelas, haciendo alusión al carácter indiano del palacio. También es destacable el trabajo de rejería que remata los ventanales principales y los balcones de la planta principal.
Por su nivel de degradación durante los años 2000 fue incluida en la Lista roja de patrimonio en peligro, sin embargo, en 2021 se anunció que el palacio sería rehabilitado como hospedería tanto para visitantes como para los peregrinos que recorren el Camino de Santiago de Levante (GR-239), que discurre por Tembleque.